# Друкпол
Друкпол (англ. Drukpol Football Club) — бутанський футбольний клуб з міста Тхімпху. До 1996 році виступав під назвою «Королівська поліція Бутану». «Друкпол» 8 разів вигравав А-Дивізіон, більше, ніж будь-який інший футбольний клуб Бутану. Домашні матчі проводить на стадіоні «Чанглімітанг».

## Історія

### 1980-1990-ті роки
У 1986 році «Друкпол» взяв участь у першому задокументованому розіграші чемпіонату Бутану, де виступав під назвою «Королівська поліція Бутану». Чемпіонат проходив за 1-коловою системою. Команда фінішувала на 4-му місці; в 9-ти зіграних матчах вона здобула 4 перемоги та 2-чі зіграла внічию.
Немає зафіксованих результатів будь-яких футбольних змагань у Бутані в період між 1987 та 1995 роками, тому невідомо, чи виступав «Друкпол» взагалі в цей період. Проте збереглися дані про те, що «Друкпол» виграв національний чемпіонат 1996 року, хоча відсутні результати матчів, щоб надати будь-яку додаткову інформацію, а їх перемогу в чемпіонаті не слід плутати з перемогою Бутанської телекомунікаційної компанії IECH FC, яка виграла восьмий чемпіонат Ліги Тхімпху того ж року.
«Друкпол» виграв наступні три титули, завдяки чому став першою командою офіційно зафіксованою командою в Бутані, яка виграла три і чотири титули поспіль, і єдиною командою на сьогодні, яка виграла п'ять чемпіонських титулів поспіль, хоча детальна інформація щодо цих сезонів відсутня.

### 2001-2005
2001 рік ознаменував офіційний початок A-Двізіону. «Друкпол» брав участь у Національній лізі Тхімпху, змаганнях, що складалися з команд з Тхімпху та Пхунчолінга. Жодних подробиць щодо цього розіграшу немає, але відомо, що це був відбірковий турнір до А-Дивізіону, за підсумками якого «Друкпол» разом із «Тхімпху» та «Паро» пройшли кваліфікацію. «Друкпол» виступав у групі А і вийшов у півфінал, на шляху до якого «Паро» та зігравши внічию з «Тхімпху». Однак у півфіналі вони програли «Друк Стар» з рахунком 0:1, а Дорджі відзначився єдиним голом на 21-й хвилині. Потім «Друкпол» з рахунком 0:4 поступився в матчі за третє місце «Тхімпху», автори голів — Сонама Джамтшо, Уґ'єн Дорджі, Део Кумар та Кінлай Дорджі. «Друк Стар» виграв національний чемпіонат.
Наступного сезону «Друкпол» повернувся до форми, вперше вигравши дивізіон «А», але свій шостий загальнонаціональний титул. Єдиними відомими результатами вище вказаного сезону для «Друкпола» є перемога над RSTA з рахунком 5:0 і поразка від «Тхімпху» з рахунком 1:5.
Другий титул поспіль команда завоювала у 2003 році, «Друкпол» протягом усього сезону не програв жодного матчу, виграв шість разів та зіграв внічию у двох із восьми матчів. Однак, незважаючи на домінування в бутанському футболі протягом останнього десятиліття, це буде останній титул команди за майже десять років.
Подробиць про сезон 2004 року небагато, хоча відомо, що «Транспорт Юнайтед» виграв A-Дивізіон. Невідомо, на якому місці в чемпіонаті фінішував «Друкпол», але, як певна втіха, команда все-таки виграла плей-оф за збереження місця в А-Дивізіоні та перемогла у фіналі «Їдзін».
Наступного сезону «Друкпол» знову не зміг виграти чемпіонта, цього разу команда поступилася одним очком переможцю турніру, «Транспорт Юнайтед». Вони лідирували в чемпіонаті по ходу турніру, виграли п’ять із шести матів, але програли «Транспорт Юнайтед» (0:1) й вище вказаний клуб випередив їх в турнірній таблиці завдяки перемоги в останньому турі над «Їдзіном» (2:1). Друкпол зміг захистити своє місце в А-Дивізіоні за підсумками плей-оф на вибування, після перемоги в серії післяматчевих пенальті (3:1) над «Їдзіном», а 8 вересня у фіналі плей-оф обіграв «Друк Старз» з рахунком 5:3, завдяки голам Уг'єна Тшетена, Пассанга Дорджи та хет-трику Ванг'яла Дорджи.

### 2006—2010
У 2006 році форма Друкпол виступив гірше, оскільки зміг фінішувати лише четвертими в А-Дивізіоні. Команду випередив «Транспорт Юнайтед», який виграв свій третій чемпіонський титул поспіль, а також «Роял Бутан Армі», який фінішував третім. Хто став срібним призером чемпіонату або чи зміг «Друкпол» захистити свій титул у плей-оф на вибування, не відомо.
У наступному сезоні «Транспорт Юнайтед» здобув четвертий титул поспіль, а «Друкпол» знову опинився на другому місці. Підсумкова кількість набраних «Друкполом» очок невідома, але відомо, що вони й «Транспорт Юнайтед» набрали по 28 очок напередодні останньої гри сезону, а «Транспорт Юнайтед» випередив свого конкурента завдяки кращій різниці забитих та пропущених м’ячів. Однак перемога з рахунком 20:0 над RIHS в останнбому турі, коли Пассанг Церінг відзначився 17-ма голами у цій грі, закріпила «Друкпол» на другому місці, але клуб знову втрив місце в Кубку президента АФК.
2009 рік став кращим у порівнянні з попереднім сезоном, оскільки «Друкпол» фінішував на третьому місці, після «Друк Стар», який виграв свій другий національний титул, та «Їдзіна». Вони здобули розгромні перемоги над «Друк Атлетик» з рахунком 10:1 та 8:1, а також над Рігжунг з рахунком 9:0 та 6:0. Проте «Друкпол» також зіграв внічию у п’яти зі своїх тринадцяти ігор, відставши на десять очок від «Друк Стар». Вони також дійшли до півфіналу Клубного кубку чемпіоншипу, де програв у серії післяматчевих пенальті з рахунком 4:5, після нічиї (1:1) в основний час.
У наступному сезоні «Друкпол» покращив результати, оскільки вони зуміли покращити своє третє місце у попередньому році, зайняв друге місце, відстав від «Їдзіна» на дев’ять очок, який пройшов усі змагання без поразок. Перемога над «Транспорт Юнайтед» з рахунком 4:2 в останній тур сезону випередив «Транспорт» за різницею м’ячів, при цьому обидві команди здобули вісім перемог та зіграли в одну нічию у своїх дванадцяти матчах.

### 2011—2017
2011 рік став останнім сезоном, коли А-Дивізіон виступав у вищому футбольному дивізіоні Бутану. «Друкпол» опустився на третє місце в цьогорічних змаганнях, поступився переможця «Їдзіну» та «Зімдрі», які посіли друге місце, хоча цього сезону змагання проводилися за 1-круговою системою в очікуванні початку нової Національної ліги, подію, яку зрештою перенесли на наступний рік.
Протягом сезону 2012 року «Друкпол», який не перемагаюв в А-Дивізіоні протягом останніх восьми сезонів і декілька разів займаюв друге або третє місце, нарешті здобув ще один чемпіонський титул. У своїх десяти матчах вони виграли вісім поєдинків та ще одного разу зіграли внічию, при цьому абивали в середньому п’ять м'ячів за гру, включаючи перемогу над «Нангпа» з рахунком 19:0. Однак вони втратили можливість представляти Бутан у Кубку президента АФК 2013 року через появу нової Національної ліги, виграли лише шість із десяти своїх матчів у вище вказаному турнірі і в підсумкупосіли почесне друге місце в першому розіграші Національній лізі (поступився чемпіонським титулом «Їдзіну»).
«Друкпол» вилетіли з А-Дивізіону 2013 року, оскільки, будучи командою Королівської поліції Бутану, вони були потрібні на виборах у Бутані, які відбулися того року. Вони повинні були взяти участь у матчі плей-оф проти «Дзонгрі» за вихід до Національної ліги, але, схоже, цього плей-оф так і не відбувся, оскільки обидві команди виступали в Національній лізі. «Друкпол» фінішував четвертим із шести команд, виграв лише дві гри, а п’ять зіграв внічию.
Команда кваліфікувалася до Національної ліги Бутану 2014 року, після того як зайняла третє місце в А-Дивізіоні, пропустила вперед лише «Друк Юнайтед» і «Тхімпху Сіті». У Національній лізі «Друкпол» фінішував на четвертому місці, знову поступилися чемпіонам «Друк Юнайтед» та «Тхімпху Сіті», а також «Уг'єн Академі».
У липні 2017 року Федерація футболу Бутану відсторонила команду від усіх змагань за неправильне поводження та непокору рефері під час матчу. Тому клуб вирішив об’єднати свій персонал та гравців з «Тенсунгом», який підпорядковується Королівській армії Бутану.

## Досягнення
- А-Дивізіон Бутану[1]
  -  Чемпіон (8): 1996, 1997, 1998, 1999, 2000, 2002, 2003, 2012